# Trenitalia Tper
Trenitalia Tper (TTX) ist eine italienische Eisenbahngesellschaft, die hauptsächlich den Regionalverkehr in der Region Emilia-Romagna betreibt.

## Geschichte
Es handelt sich bei Trenitalia Tper um eine Konsortialgesellschaft mit beschränkter Haftung, die aus Trenitalia (zu 70 %) und Tper (zu 30 %) besteht. Das Unternehmen wurde am 1. Januar 2020 von der SFP Emilia-Romagna Scarl gegründet. Im Zuge einer Ausschreibung wurde der Dienst für eine Dauer von 15 Jahren an Trenitalia Tper vergeben, die um bis zu 22 Jahre verlängerbar ist.

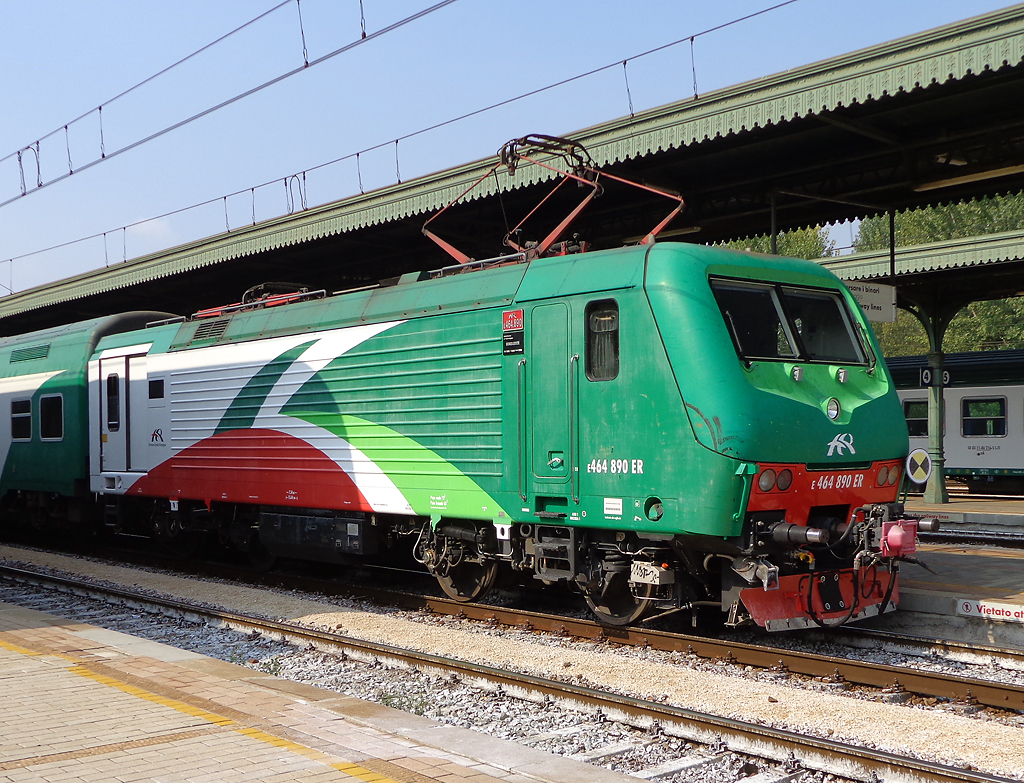
Lokomotive E.464.890 in Mantua

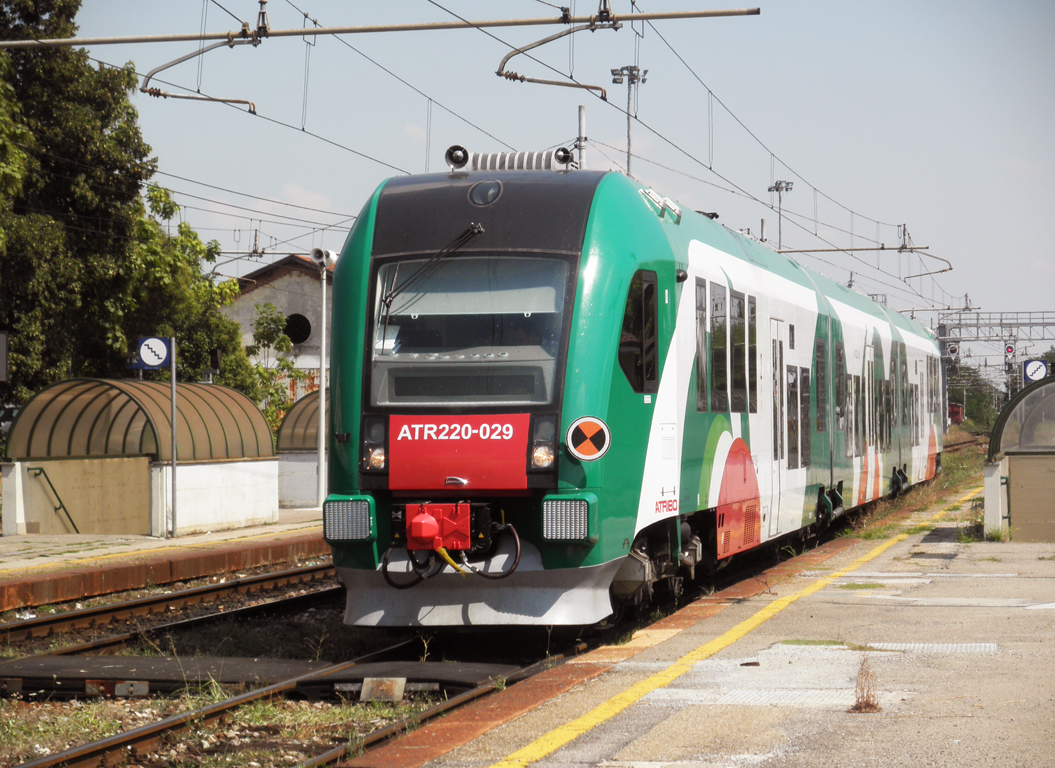
ATR 220-029 in Piadena

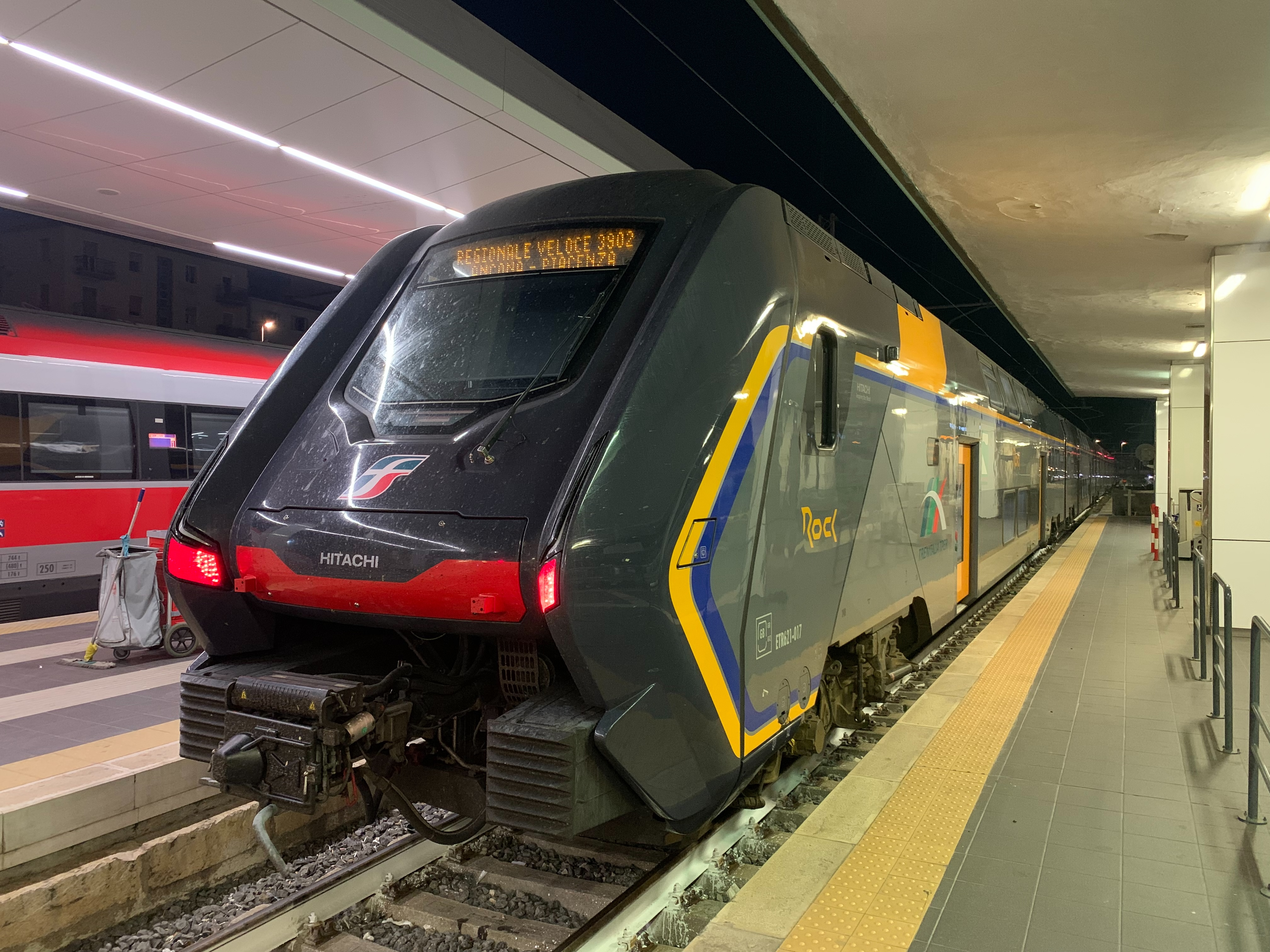
ETR621 Trenitalia Tper

Die Flotte des Unternehmens besteht aus 930 Zügen, mit denen täglich mehr als 140.000 Passagiere befördert werden.

## Betrieb
Trenitalia Tper betreibt die folgenden Zugverbindungen:
Auf RFI-Linien:
- SFM Bologna Linie 1A Bologna – Porretta Terme
- SFM Bologna Linie 3 Bologna – Poggio Rusco
- SFM Bologna Linie 4A Bologna – Ferrara
- SFM Bologna Strecke 4B Bologna – Imola
- SFM Bologna Strecke 5 Bologna – Modena
- Bologna – Parma/Piacenza/Voghera/Genua
- Parma – Mailand
- (Parma)/Fidenza – Salsomaggiore
- (Bologna)/Modena – Carpi/Mantua/Verona
- Bologna – Rimini/Ancona
- Bologna – Ravenna/(Rimini)
- Faenza – Granarolo – Ravenna/Lavezzola
- Faenza – Borgo San Lorenzo/Florenz
- Bologna – San Benedetto Sambro/Prato/(Florenz)
- Bologna – Poggio Rusco/Verona/(Brenner)
- Bologna – San Pietro in Casale/Ferrara/Rovigo/Venedig
- Rimini – Ravenna
- Ravenna – Ferrara
- Fidenza-Castelvetro – Cremona
- Parma – Borgo Val di Taro/Pontremoli/La Spezia
- Bologna – Marzabotto/Porretta Terme – Pistoia
- Parma – Brescia

Auf FER-Linien:
- SFM Bologna Linie 2A Bologna Centrale – Vignola
- SFM Bologna Strecke 2B Bologna Centrale – Portomaggiore
- Eisenbahn Modena – Sassuolo
- Bahnstrecke Reggio Emilia – Sassuolo
- Bahnlinie Reggio Emilia – Guastalla
- Eisenbahn Reggio Emilia – Ciano d’Enza
- Eisenbahn Parma – Suzzara
- Eisenbahn Ferrara – Codigoro
- Eisenbahn Ferrara – Suzzara

## Flotte
Es werden Züge der Typen Rock, Pop, ETR 350, ATR 220 und Züge aus Vivalto-Wagen eingesetzt.